# Esquirol vermell peruà
L'esquirol vermell peruà (Hadrosciurus pyrrhinus) és una espècie de rosegador de la família dels esciúrids. És endèmica del Perú, on viu als vessants orientals dels Andes. No se sap gaire cosa sobre l'hàbitat i la història natural d'aquest esquirol. Es desconeix si hi ha cap amenaça significativa per a la supervivència d'aquesta espècie.